# Pterostichus pinguedineus
Pterostichus pinguedineus är en skalbaggsart som beskrevs av Johann Friedrich von Eschscholtz. Pterostichus pinguedineus ingår i släktet Pterostichus och familjen jordlöpare. Inga underarter finns listade i Catalogue of Life.